# The Yacoubian Building
The Yacoubian Building (in arabo عمارة يعقوبيان‎?, traslitterato:ʿImārat Yaʿqūbyān o Omaret Yakobean) è un film del 2006 diretto da Marwan Hamed.
Il film, con protagonista Adel Imam, si basa sull'omonimo romanzo di ʿAlāʾ al-Aswānī e si distingue per essere il film più costoso mai prodotto nella storia della cinematografia egiziana.
Dopo l'anteprima al Festival di Berlino nel 2006, il film è stato commercializzato in Egitto il 21 giugno 2006.
The Yacoubian Building è stato inoltre il candidato ufficiale dell'Egitto per il 79º Oscar al miglior film straniero.

## Trama
Il film si apre con un montaggio che ricostruisce la storia dell'edificio, come i ricchi espatriati e i residenti egiziani cedettero il passo a nuove famiglie, dopo il colpo di Stato 1952 che rovesciò re Fārūq e portò all'insediamento di Gamal Abd el-Nasser come Presidente, e come i locali di deposito sul tetto furono convertiti in spazio vitale per le famiglie di classe inferiore. La comunità sul tetto, di fatto un quartiere, è diventato un simbolo della urbanizzazione in Egitto e della rapida crescita della popolazione nelle grandi città negli ultimi decenni, soprattutto tra le classi povere e lavoratrici. Negli appartamenti sbiaditi dei piani principali e sul tetto brulicante dell'edificio, si muovono i personaggi principali del film.
Le storie dei sei personaggi si intrecciano, alle volte si scontrano alle volte convergono. Insieme, costruiscono uno condanna graffiante di una nazione che ha disatteso le sue promesse e che ha tradito i propri principi, con il risultato di sistema politico corrotto e antidemocratico, dominato da un partito unico: il fittizio "Patriotic Party", versione malcelata del Partito Nazionale Democratico egiziano. L'unione improbabile dell'anziano ricco e la ragazza giovane e disillusa che conclude il film fornisce una sorta di nota di grazia che può essere vista come un raggio di speranza contro la morte e l'infelicità che ha colpito gli altri personaggi.

## Personaggi
- Zaki Bey el Dessouki – un ingegnere ricco e anziano istruito all'estero che passa la maggior parte del suo tempo importunando le donne e gestisce un ufficio presso lo Yaʿqūbyān, egli impersona la classe dominante prima della rivoluzione: cosmopolita, colta, occidentalizzata, e non particolarmente osservante dell'Islam;
- Taha el-Shazli – è il figlio del portiere dell'edificio, eccelleva a scuola e spera di essere ammesso alla Scuola di polizia ma intanto aiuta il padre, considerato troppo umile dai generali che lo intervistano per l'ammissione, e questo era un ostacolo; scontento, si iscrive all'Università e si unisce infine ad una organizzazione militante islamista modellata sulla Jama'a Islamiyya;
- Buthayna el-Sayed – primo amore d'infanzia di Taha, è costretta a trovare un lavoro per contribuire a sostenere la sua famiglia dopo che suo padre muore ed è delusa nello scoprire che il suo datore di lavoro (uomo) si aspetta favori sessuali da lei e dalle sue colleghe in cambio di denaro e regali, ma d'altro canto sua madre si aspetta che lei preservi la sua verginità per il matrimonio, pur non rifiutando avances sessuali del suo capo; amareggiata, finisce per utilizzare la sua bellezza come strumento per promuovere i propri interessi, ma si ritrova innamorata di Zaki Bey el-Dessouki, che aveva pianificato di truffare con Malak;
- Malak – intrigante e meschino camiciaio che cerca di aprire un negozio sul tetto del Yacoubian e poi di insinuarsi in uno degli appartamenti più eleganti al piano di sotto;
- Hatim Rashid – figlio di padre egiziano, noto studioso di diritto, e di madre francese, è il direttore di Le Caire, un quotidiano in lingua francese; si presta particolare attenzione alla sua vita privata, poiché egli è apertamente omosessuale in una società che sembra sia guardare dall'altra parte, sia condannare apertamente tale comportamento e inclinazione;
- Hagg Muhammad Azzam – è uno degli uomini più ricchi dell'Egitto ed è un migrante al Cairo dalla campagna. Nello spazio di 30 anni si trasforma da lustrascarpe a milionario per merito di se stesso; egli cerca uno sbocco accettabile e legale per il ritorno (temporaneo) della libido e organizza, in segreto, un secondo matrimonio con una vedova giovane e attraente. Realizza anche uno dei suoi obiettivi: servire in Assemblea del popolo (Parlamento Egiziano), ma si trova faccia a faccia con l'enorme corruzione e concussione della politica contemporanea egiziana;
- Christine – una stanca cantante che consiglia Zaki bey sulla sua vita amorosa e il cui canto struggente di canzoni europee come La Vie en rose, scandisce il film.

## Ambientazione
Al pari del romanzo, ambientato attorno al 1990, nel periodo della prima guerra del Golfo, il film vuole proporre la cruda realtà della società egiziana, così come si è imposta a partire dal colpo di stato del 1952.
La storia è ambientata nella capitale, Il Cairo, e si concentra proprio attorno allo Yacoubian Building da cui prende il titolo la narrazione, un edificio - realmente esistente - che funge da emblema dell'Egitto moderno ed è centro di tutte le diverse vicende raccontate dal film.

## Critica
In Egitto è stato censurato come un film per soli adulti, ed è uscito il 25 giugno ottenendo un incasso di 6.000.000 di LE durante il primo week end secondo il quotidiano al-Ahrām. Questa cifra ha permesso al film di ottenere il record come miglior debutto di un film teatrale in Egitto. Ha ottenuto 20 milioni di LE durante le proiezioni e ci si aspetta che ottenga ottimi risultati anche quando uscirà il DVD.
Alcuni deputati egiziani hanno preso posizione nell'Assemblea del Popolo per protestare contro la rappresentazione dell'amore gay nel film.

## Serie televisiva
Dopo il successo del film nel 2006, fu lanciata nel 2007 una serie televisiva con lo stesso nome Yacoubian Building con l'eliminazione dei personaggi omosessuali che nel film avevano creato controversie.